# Stronger (Britney Spears-sång)
Stronger är en låt av den amerikanska sångerskan Britney Spears. Låten är skriven och producerad av svenskarna Max Martin och Rami. Låten släpptes som singel under det fjärde kvartalet år 2000 och finns på albumet Oops!... I Did It Again.
På Trackslistan blev låten etta i oktober 2000.